# Oligodon barroni
Oligodon barroni är en ormart som beskrevs av den brittiske herpetologen Malcolm Arthur Smith 1916. Oligodon barroni ingår i släktet Oligodon, och familjen snokar. IUCN kategoriserar arten globalt som livskraftig. Inga underarter finns listade.

## Utbredning
Oligodon barroni förekommer i Thailand, södra Vietnam, Kambodja och södra Laos.

## Habitat
Arten förekommer i låglänt skogsmark på 300 – 1000 meters höjd över havet. Den är både dag- och nattaktiv. Den lever förmodligen huvudsakligen på reptilägg.